# 阿迪力·阿不都热扎克
阿迪力・阿不都热扎克（1986年9月—），中华人民共和国新疆吐鲁番人，维吾尔族，中国共产党党员，中共新疆新业集团于田瑰觅生物科技股份有限公司党支部副书记、工会主席、第十三届全国人民代表大会新疆地区代表。
阿迪力2012年加入和田地区于田县于田瑰觅生物科技股份有限公司，公司主要经营玫瑰花产业。

## 生平
2018年2月24日，当选为第十三届全国人大代表。